# Трутовик каштановый
Трутови́к кашта́новый (лат. Pícipes bádius) — вид грибов, относящийся к семейству полипоровые (Polyporaceae).
Синонимы:
- Grifola badia (Pers.) Gray, 1821
- Royoporus badius (Pers.) A.B. De, 1997
- Boletus batschii J.F. Gmel., 1792
- Boletus durus Timm, 1788

## Описание
У молодых экземпляров шляпка гладкая, блестящая, светло-серо-коричневая, у зрелых — тёмно-каштановая, с ярким оранжево-красным извилистым краем. Поверхность пористая, во влажную погоду — маслянистая. Трубчатый слой низбегающий, с оттенком, варьирующим от беловатого до кремового. Ножка короткая, эксцентрическая, серо-коричневая или чёрная. Мякоть жёсткая, желтовато-беловатая. Споровый порошок белый.

## Изображения

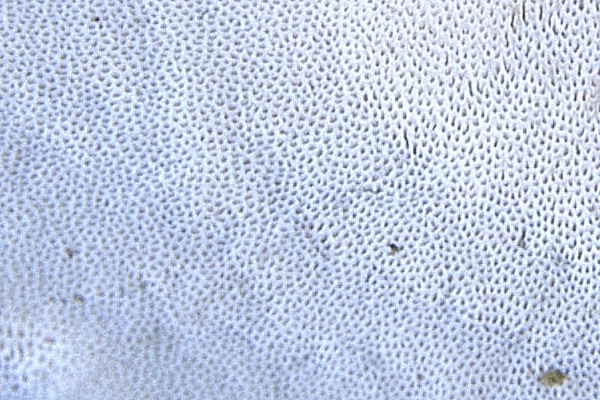
Трубочки
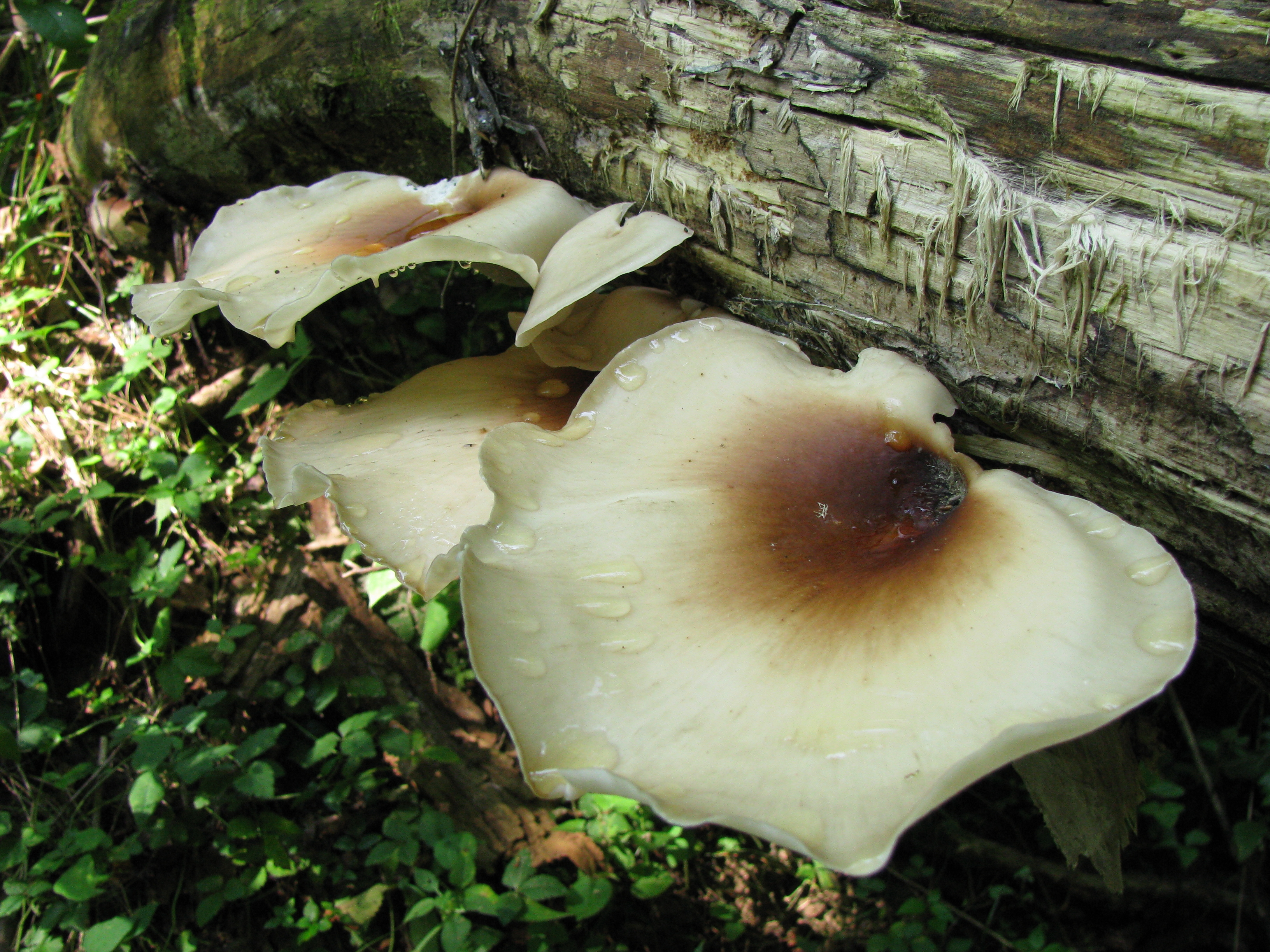
Светлый цвет шляпки у молодых экземпляров. В середине шляпка чёрная.
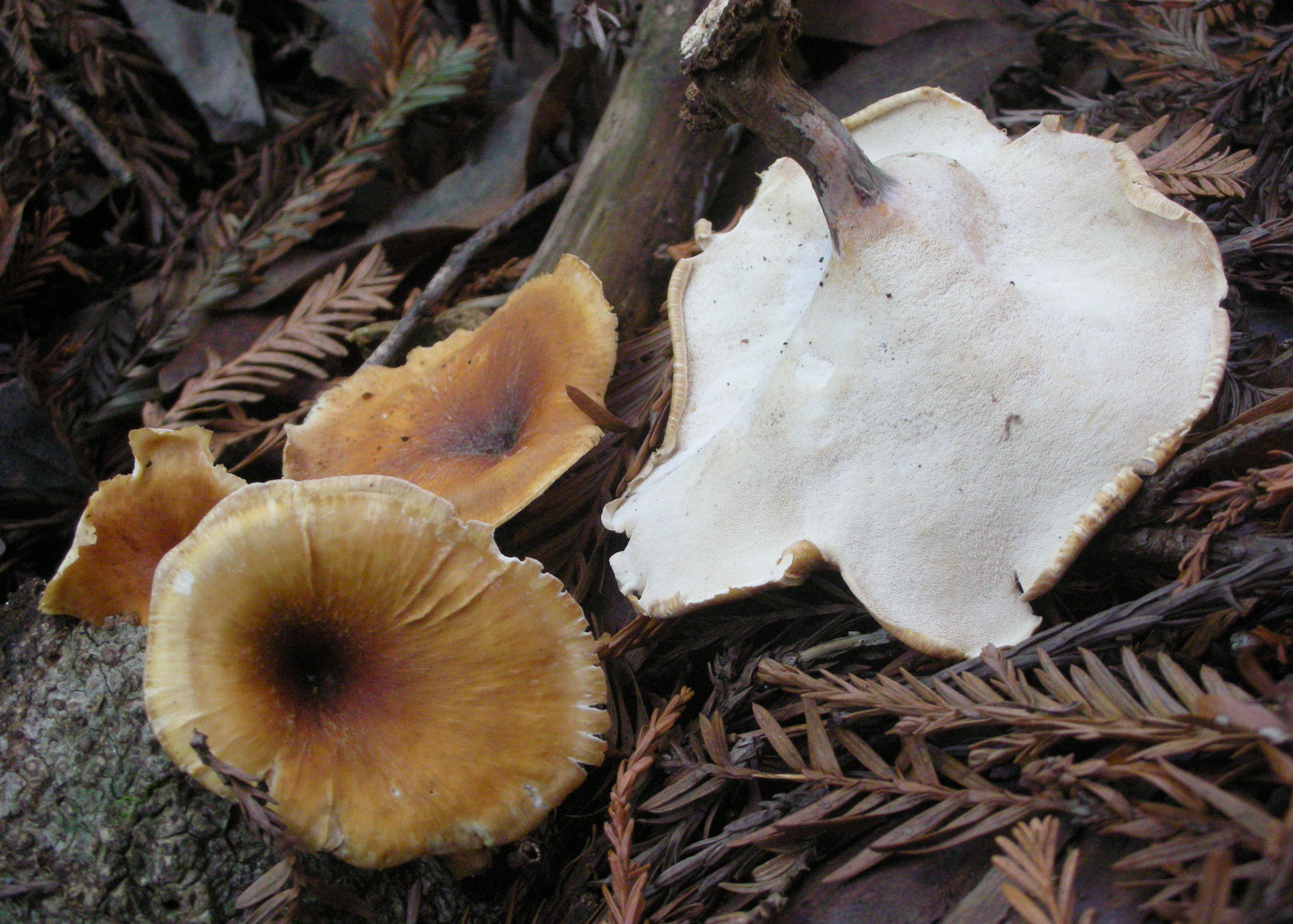
Темнеющие шляпки, цвет которых ещё не перешёл в тёмно-каштановый

## Сходные виды
Другие трутовики.